# ゲオルギー・ショーニン
ゲオルギー・ステパノヴィチ・ショーニン（ウクライナ語: Гео́ргій Степа́нович Шо́нін, ラテン文字転写: Georgi Stepanovich Shonin、1935年8月3日 - 1997年4月7日）は、ソビエト連邦の宇宙飛行士。
ルハンシク州のRovenkyで生まれ、ウクライナ・ソビエト社会主義共和国バルタで育つ。
1960年にソ連初の宇宙飛行士の1人として選抜される。このグループにはユーリイ・ガガーリンがいた。1969年のソユーズ6号ミッションで宇宙へ行く。その後1979年に健康問題で宇宙計画から離れる。ソユーズ4号ではバックアップ要員を務めている。
後に国防研究所の重役として勤務する。1997年心臓発作で死去。